# Sandra Mihanovich
Sandra Mihanovich (Buenos Aires, 24. travnja 1957.) je poznata argentinska pjevačica, skladateljica i glumica hrvatskog podrijetla. Kćer je brodovlasnika Ivana Mihanovicha Nazara i argentinske novinarke i televizijske voditeljice Mónice Cahen D'Anvers.
Svira na gitari. Pjeva balade i pop glazbu, rock i jazz.. Surađivala je s ovim glazbenicima: Patricijom Sosom, Alejandrom Lernerom, Marilinom Ross, Celeste Carballo i Fitom Péz.

## Vanjske poveznice
- Sitio oficial de Sandra Mihanovich
- Sitio Oficial en Facebook
- Sandra Mihanovich  Arhivirana inačica izvorne stranice od 18. prosinca 2014. (Wayback Machine)